# Hepojärvi (sjö i Egentliga Finland)
Hepojärvi är en sjö i Finland. Den ligger i Letala stad i landskapet Egentliga Finland, i den sydvästra delen av landet, 180 km väster om huvudstaden Helsingfors. Hepojärvi ligger 45 meter över havet. Arean är 27,1 hektar och strandlinjen är 3,44 kilometer lång. Sjön  ingår i Sirppujokis huvudavrinningsområde.   I omgivningarna runt Hepojärvi växer i huvudsak barrskog.